# Тони (коммуна)
Тони (фр. Tosny) — бывшая коммуна на севере Франции, регион Верхняя Нормандия, департамент Эр, округ Лез-Андели, кантон Гайон-Кампань. Расположена в 28 км к северо-востоку от Эврё и в 32 км к юго-востоку от Руана, в 11 км от автомагистрали А13 "Нормандия", на левом берегу Сены.
Население (2012) — 685 человек.
С 1 января 2017 года вошла в состав новой коммуны Les Trois Lacs.

## Демография
Динамика численности населения, чел.

## Известные люди
Умер французский долгожитель Рене-Феликс Рифо (1898—2007). Один из четырёх последних французских ветеранов I Мировой войны.